# Shoul
Shoul  (in arabo السهول‎?) è un centro abitato e comune rurale del Marocco situato nella prefettura di Salé, regione di Rabat-Salé-Kénitra. Conta una popolazione di 19 915 abitanti (censimento 2014).